# اتفاقية باريس للسلام 1991
وُقّعت اتفاقيّة باريس للسلام أو ما تعرف باتفاقيّة كمبوديا الشاملة للسلام في تاريخ 23 أكتوبر عام 1991، ومثّلت نهاية الحرب الفيتنامية الكمبودية. وأدّت الاتفاقية إلى إرسال أول مهمّة حفظ سلام عقب الحرب الباردة (UNTAC) وكانت أيضاً أول حادثة تتخذ فيها هيئة الأمم المتحدة دور الحكومة لدولة. وقد وقّعت تسعة عشر دولة الاتفاقية.
شملت اتفاقيّة باريس للسلام المعاهدات والأعراف التالية:
- القرار النهائي لمؤتمر باريس حول دولة كمبوديا.
- الاتفاق على التسوية السياسية للنزاع الكمبودي.
- الاتفاق على السيادة والسلامة الإقليمية لدولة كمبوديا وحصانتها وحيادها ووحدتها الوطنية.
- إعلان إعادة تأهيل وبناء دولة كمبوديا.[2]

يعتبر يوم 23 من أكتوبر عطلة رسمية في كمبوديا للاحتفال بذكرى اتفاقيّة باريس للسلام، وأعلنت الحكومة العطلة في أواخر عام 2012.